# 镇西府 (云南)
镇西府，明朝时设置的府。
元世祖至元十三年（1276年）设镇西路，明太祖洪武十五年（1382年）改镇西路为镇西府。治所在今云南省德宏傣族景颇族自治州盈江县东北。隶属于云南承宣布政使司。相当于今云南省大盈江上游地区。明成祖永乐元年（1403年）改为干崖长官司。 